# Lista siturilor arheologice din județul Harghita - T
Lista siturilor arheologice din județul Harghita - T conține toate siturile arheologice din județul Harghita înscrise în Repertoriul Arheologic Național (RAN) și aflate în localități al căror nume începe cu litera T. RAN este administrat de Ministerul Culturii și Patrimoniului Național și cuprinde date științifice, cartografice, topografice, imagini și planuri, precum și orice alte informații privitoare la zonele cu potențial arheologic, studiate sau nu, încă existente sau dispărute.
Puteți căuta un sit din localitățile care încep cu litera T folosind formularul de mai jos sau puteți naviga prin toate siturile din județ la Lista siturilor arheologice din județul Harghita.
| Cod RAN                                | Denumire | Localitate                     | Adresă                         | Datare                                           | Descoperit | Coordonate                                    | Imagine           | Erori            |
| -------------------------------------- | --- | ------------------------------ | ------------------------------ | ------------------------------------------------ | ---------- | --------------------------------------------- | ----------------- | ---------------- |
| 84139.01.01 (Cod LMI: HR-I-s-B-12716)  | Ruinele și fundațiile castelului Apaffi de la Tomești - "Carina" / ansamblu Ruinele și fundațiile castelului Abafi (Categorie: construcție) (Tip: Castel) | sat Tomești, comuna Tomești    | Carina                         | sec. XVII                                        |            | 46°33′20″N 25°46′34″E / 46.55544°N 25.77608°E | Încărcați imagine | Raportați eroare |
| 83179.01.01                            | Așezarea paleolitică de la Târnovița - "Locul de Sus" / ansamblu anonim (Categorie: locuire civilă) (Tip: Așezare)                                        | sat Târnovița, comuna Brădești | Locul de Sus                   |                                                  |            |                                               | Încărcați imagine | Raportați eroare |
| 83179.01.02                            | Așezarea paleolitică de la Târnovița - "Locul de Sus" / ansamblu anonim (Categorie: locuire civilă) (Tip: Așezare)                                        | sat Târnovița, comuna Brădești | Locul de Sus                   |                                                  |            |                                               | Încărcați imagine | Raportați eroare |
| 84139.02.01                            | Așezarea neolitică de la Tomești - "Alsó Azádakut" / ansamblu anonim (Categorie: locuire civilă) (Tip: Așezare)                                           | sat Tomești, comuna Tomești    | Alsó Azádakut                  |                                                  |            |                                               | Încărcați imagine | Raportați eroare |
| 84139.03                               | Toporul de bronz de la Tomești - "Cărbunar" (Categorie: descoperire izolată) (Tip: obiect izolat)                                                         | sat Tomești, comuna Tomești    | Cărbunar                       |                                                  |            |                                               | Încărcați imagine | Raportați eroare |
| 84139.04.01                            | Așezarea hallstattiană de la Tomești - "Izvorul Köd" / ansamblu anonim (Categorie: locuire civilă) (Tip: Așezare)                                         | sat Tomești, comuna Tomești    | Izvorul Köd                    |                                                  |            | 46°33′25″N 25°47′41″E / 46.5569°N 25.79481°E  | Încărcați imagine | Raportați eroare |
| 84139.04.02                            | Așezarea hallstattiană de la Tomești - "Izvorul Köd" / ansamblu anonim (Categorie: locuire civilă) (Tip: Așezare)                                         | sat Tomești, comuna Tomești    | Izvorul Köd                    | geto-dacică                                      |            | 46°33′25″N 25°47′41″E / 46.5569°N 25.79481°E  | Încărcați imagine | Raportați eroare |
| 84139.05.01                            | Așezarea geto-dacică de la Tomești - "Valea Bábaszó" / ansamblu anonim (Categorie: locuire civilă) (Tip: Așezare)                                         | sat Tomești, comuna Tomești    | Valea Bábaszó                  | dacică                                           |            | 46°33′19″N 25°47′21″E / 46.55519°N 25.78914°E | Încărcați imagine | Raportați eroare |
| 84139.06.01                            | Așezarea geto-dacică de la Tomești - "Fântâna Szákádut" / ansamblu anonim (Categorie: locuire civilă) (Tip: Așezare)                                      | sat Tomești, comuna Tomești    | Fântâna Szákádut               | geto-dacică sec. II î.Chr - I d.Chr              |            | 46°33′06″N 25°46′39″E / 46.55161°N 25.77738°E | Încărcați imagine | Raportați eroare |
| 84139.07.01                            | Așezarea geto-dacică de la Tomești - "Déllo" / ansamblu anonim (Categorie: locuire civilă) (Tip: Așezare)                                                 | sat Tomești, comuna Tomești    | Déllo                          | geto-dacică sec. I î.Chr. - I p.Chr.             |            | 46°33′12″N 25°47′00″E / 46.55338°N 25.78325°E | Încărcați imagine | Raportați eroare |
| 84139.08.01                            | Așezarea geto-dacică de la Tomești - "Grădina Scurtă" / ansamblu anonim (Categorie: locuire civilă) (Tip: Așezare)                                        | sat Tomești, comuna Tomești    | Grădina Scurtă                 | geto-dacică sec. I î.Chr. - I d.Chr.             |            | 46°33′06″N 25°46′31″E / 46.55161°N 25.77536°E | Încărcați imagine | Raportați eroare |
| 84139.08.01                            | Așezarea geto-dacică de la Tomești - "Grădina Scurtă" / complex anonim (Categorie: locuire civilă) (Tip: cuptor)                                          | sat Tomești, comuna Tomești    | Grădina Scurtă                 | geto-dacică                                      |            | 46°33′06″N 25°46′31″E / 46.55161°N 25.77536°E | Încărcați imagine | Raportați eroare |
| 84139.09.01                            | Așezarea geto-dacică de la Tomești - "Fundul Fântânii" / ansamblu anonim (Categorie: locuire civilă) (Tip: Așezare)                                       | sat Tomești, comuna Tomești    | Fundul Fântânii                | dacică sec. I î.Chr. - I d.Chr.                  |            | 46°33′25″N 25°46′11″E / 46.55683°N 25.76977°E | Încărcați imagine | Raportați eroare |
| 84317.01.01                            | Turnul și tezaurul monetar romane de la Tibor / ansamblu anonim (Categorie: fortificație) (Tip: Turn)                                                     | sat Tibod, comuna Dealu        |                                |                                                  |            |                                               | Încărcați imagine | Raportați eroare |
| 84317.01.02                            | Turnul și tezaurul monetar romane de la Tibor / ansamblu anonim (Categorie: fortificație) (Tip: tezaur)                                                   | sat Tibod, comuna Dealu        |                                |                                                  |            |                                               | Încărcați imagine | Raportați eroare |
| 83295.01.01                            | Situl preistoric de la Teleac / ansamblu anonim (Categorie: locuire civilă) (Tip: Așezare)                                                                | sat Teleac, comuna Feliceni    |                                |                                                  |            |                                               | Încărcați imagine | Raportați eroare |
| 83295.01.02                            | Situl preistoric de la Teleac / ansamblu anonim (Categorie: locuire civilă) (Tip: Așezare)                                                                | sat Teleac, comuna Feliceni    |                                |                                                  |            |                                               | Încărcați imagine | Raportați eroare |
| 86197.09.01                            | Locuiri neo-eneolitice la Tușnad / ansamblu anonim (Categorie: locuire civilă) (Tip: Așezare)                                                             | sat Tușnad, comuna Tușnad      | Tușnad-Sat                     |                                                  |            |                                               | Încărcați imagine | Raportați eroare |
| 86197.02.01                            | Așezarea neolitică de la Tușnad - "Bodie" / ansamblu anonim (Categorie: locuire civilă) (Tip: Așezare)                                                    | sat Tușnad, comuna Tușnad      | Bodie                          |                                                  |            |                                               | Încărcați imagine | Raportați eroare |
| 83179.02.01                            | Locuirea eneolitică de la Târnovița - Deasupra satului / ansamblu anonim (Categorie: locuire civilă) (Tip: Locuire)                                       | sat Târnovița, comuna Brădești | Deasupra Satului               |                                                  |            |                                               | Încărcați imagine | Raportați eroare |
| 84139.10.01                            | Așezarea neolitică de la Tomești - Pârâul Cetății / ansamblu anonim (Categorie: locuire civilă) (Tip: Așezare)                                            | sat Tomești, comuna Tomești    | Pârâul Cetății                 |                                                  |            |                                               | Încărcați imagine | Raportați eroare |
| 83641.01                               | Topor eneolitic din cupru la Toplița (Categorie: descoperire izolată) (Tip: obiect izolat)                                                                | municipiul Toplița             |                                |                                                  |            |                                               | Încărcați imagine | Raportați eroare |
| 85234.01.01                            | Posibilii tumuli de la Tăietura / ansamblu anonim (Categorie: descoperire funerară) (Tip: Tumul)                                                          | sat Tăietura, comuna Mugeni    | Colinele Tătărești             |                                                  |            |                                               | Încărcați imagine | Raportați eroare |
| 86204.01.01                            | Așezarea epoca bronzului de la Tușnadu Nou / ansamblu anonim (Categorie: locuire civilă) (Tip: Așezare)                                                   | sat Tușnadu Nou, comuna Tușnad |                                |                                                  |            |                                               | Încărcați imagine | Raportați eroare |
| 86142.01                               | Obiecte neolitice și monedă romană la Tulgheș (Categorie: descoperire izolată) (Tip: obiect izolat)                                                       | sat Tulgheș, comuna Tulgheș    |                                |                                                  |            |                                               | Încărcați imagine | Raportați eroare |
| 86197.01.01                            | Așezarea de epoca bronzului de la Tușnad / ansamblu anonim (Categorie: locuire civilă) (Tip: Așezare)                                                     | sat Tușnad, comuna Tușnad      |                                |                                                  |            | 46°12′31″N 25°55′06″E / 46.20871°N 25.91846°E | Încărcați imagine | Raportați eroare |
| 86197.03                               | Așezarea fortificată de la Tușnad - "Cetatea cu idoli" (Categorie: locuire civilă) (Tip: așezare fortificată)                                             | sat Tușnad, comuna Tușnad      | Cetatea cu idoli               |                                                  |            | 46°11′02″N 25°54′05″E / 46.18393°N 25.90134°E | Încărcați imagine | Raportați eroare |
| 86197.03.01                            | Așezarea fortificată de la Tușnad - "Cetatea cu idoli" / ansamblu anonim (Categorie: locuire civilă) (Tip: Așezare fortificată)                           | sat Tușnad, comuna Tușnad      | Cetatea cu idoli               |                                                  |            | 46°11′02″N 25°54′05″E / 46.18393°N 25.90134°E | Încărcați imagine | Raportați eroare |
| 86197.03.02                            | Așezarea fortificată de la Tușnad - "Cetatea cu idoli" / ansamblu anonim (Categorie: locuire civilă) (Tip: Necropolă de incinerație)                      | sat Tușnad, comuna Tușnad      | Cetatea cu idoli               |                                                  |            | 46°11′02″N 25°54′05″E / 46.18393°N 25.90134°E | Încărcați imagine | Raportați eroare |
| 86197.03.03                            | Așezarea fortificată de la Tușnad - "Cetatea cu idoli" / ansamblu anonim (Categorie: locuire civilă) (Tip: Locuire)                                       | sat Tușnad, comuna Tușnad      | Cetatea cu idoli               | dacică                                           |            | 46°11′02″N 25°54′05″E / 46.18393°N 25.90134°E | Încărcați imagine | Raportați eroare |
| 86197.04.01                            | Așezarea hallstattiană de la Tușnad / ansamblu anonim (Categorie: locuire civilă) (Tip: Așezare)                                                          | sat Tușnad, comuna Tușnad      |                                |                                                  |            |                                               | Încărcați imagine | Raportați eroare |
| 86197.05                               | Monedă romană la Tușnad (Categorie: descoperire izolată) (Tip: obiect izolat)                                                                             | sat Tușnad, comuna Tușnad      |                                |                                                  |            |                                               | Încărcați imagine | Raportați eroare |
| 86197.05.01                            | Monedă romană la Tușnad / ansamblu anonim (Categorie: descoperire izolată) (Tip: Monetărie)                                                               | sat Tușnad, comuna Tușnad      |                                |                                                  |            |                                               | Încărcați imagine | Raportați eroare |
| 86197.06                               | Obiect medieval la Tușnad (Categorie: descoperire izolată) (Tip: obiect izolat)                                                                           | sat Tușnad, comuna Tușnad      |                                |                                                  |            |                                               | Încărcați imagine | Raportați eroare |
| 83641.02                               | Obiect paleolitic la Toplița (Categorie: descoperire izolată) (Tip: obiect izolat)                                                                        | municipiul Toplița             |                                |                                                  |            |                                               | Încărcați imagine | Raportați eroare |
| 83641.03.01                            | Depozitul de bronzuri de la Toplița / ansamblu anonim (Categorie: depozit/tezaur) (Tip: Depozit)                                                          | municipiul Toplița             |                                |                                                  |            |                                               | Încărcați imagine | Raportați eroare |
| 83641.03.01                            | Depozitul de bronzuri de la Toplița / complex depozit de bronzuri (Categorie: depozit/tezaur) (Tip: depozit)                                              | municipiul Toplița             |                                |                                                  |            |                                               | Încărcați imagine | Raportați eroare |
| 86124.01.01                            | Tumulii de la Turdeni -"Locul Lacului" / ansamblu anonim (Categorie: descoperire funerară) (Tip: Tumuli)                                                  | sat Turdeni, comuna Șimonești  | Locul Lacului                  |                                                  |            |                                               | Încărcați imagine | Raportați eroare |
| 86124.02                               | Descoperiri de epoca bronzului de la Turdeni (Categorie: neprecizată) (Tip: neprecizat)                                                                   | sat Turdeni, comuna Șimonești  |                                |                                                  |            |                                               | Încărcați imagine | Raportați eroare |
| 86124.03.01 (Cod LMI: HR-II-m-B-12996) | Biserica unitariană de la Turdeni / ansamblu anonim (Categorie: structură de cult/religioasă) (Tip: biserică unitariană)                                  | sat Turdeni, comuna Șimonești  | 58, punct Biserica Unitariană  |                                                  |            |                                               | Încărcați imagine | Raportați eroare |
| 86124.04.01                            | Așezarea medievală de la Turdeni / ansamblu anonim (Categorie: locuire civilă) (Tip: Așezare)                                                             | sat Turdeni, comuna Șimonești  | Vatra satului                  | sec. XVI                                         |            |                                               | Încărcați imagine | Raportați eroare |
| 86124.05                               | Situl arheologic de la Turdeni - "Vatra satului" (Categorie: locuire) (Tip: locuire)                                                                      | sat Turdeni, comuna Șimonești  | Vatra satului                  | sec. XII - XIII, sec. XIV, XV - XVII, XVI - XVII |            |                                               | Încărcați imagine | Raportați eroare |
| 86124.06.01                            | Posibila necropolă de la Turdeni / ansamblu anonim (Categorie: descoperire funerară) (Tip: Morminte)                                                      | sat Turdeni, comuna Șimonești  |                                |                                                  |            |                                               | Încărcați imagine | Raportați eroare |
| 86115.01.01                            | Situl arheologic de la Tărcești - ""Rât" / ansamblu anonim (Categorie: locuire civilă) (Tip: Așezare)                                                     | sat Tărcești, comuna Șimonești | Rât                            |                                                  |            | 46°22′15″N 25°08′09″E / 46.37072°N 25.13589°E | Încărcați imagine | Raportați eroare |
| 86115.01.02                            | Situl arheologic de la Tărcești - ""Rât" / ansamblu anonim (Categorie: locuire civilă) (Tip: Așezare)                                                     | sat Tărcești, comuna Șimonești | Rât                            | geto-dacică                                      |            | 46°22′15″N 25°08′09″E / 46.37072°N 25.13589°E | Încărcați imagine | Raportați eroare |
| 86115.01.03                            | Situl arheologic de la Tărcești - ""Rât" / ansamblu anonim (Categorie: locuire civilă) (Tip: Așezare)                                                     | sat Tărcești, comuna Șimonești | Rât                            |                                                  |            | 46°22′15″N 25°08′09″E / 46.37072°N 25.13589°E | Încărcați imagine | Raportați eroare |
| 86115.02.01                            | Situl arheologic de la Tărcești -"Panta de Stejar" / ansamblu anonim (Categorie: locuire civilă) (Tip: Așezare)                                           | sat Tărcești, comuna Șimonești | Panta de Stejar                |                                                  |            |                                               | Încărcați imagine | Raportați eroare |
| 86115.02.02                            | Situl arheologic de la Tărcești -"Panta de Stejar" / ansamblu anonim (Categorie: locuire civilă) (Tip: Așezare)                                           | sat Tărcești, comuna Șimonești | Panta de Stejar                | Sântana de Mureș - Cerneahov                     |            |                                               | Încărcați imagine | Raportați eroare |
| 86115.03                               | Situl arheologic de la Tărcești - "Panta Palfi" (Categorie: locuire) (Tip: locuire)                                                                       | sat Tărcești, comuna Șimonești | Panta Palfi                    | sec. IV                                          |            |                                               | Încărcați imagine | Raportați eroare |
| 86115.04.01                            | Situl preistoric de la Tărcești - "Stația de gaz metan" / ansamblu anonim (Categorie: locuire) (Tip: Locuire)                                             | sat Tărcești, comuna Șimonești | Stația de gaz metan            |                                                  |            |                                               | Încărcați imagine | Raportați eroare |
| 86115.04.02                            | Situl preistoric de la Tărcești - "Stația de gaz metan" / ansamblu anonim (Categorie: locuire) (Tip: Locuire)                                             | sat Tărcești, comuna Șimonești | Stația de gaz metan            | Sântana de Mureș - Cerneahov                     |            |                                               | Încărcați imagine | Raportați eroare |
| 86115.05.01                            | Situl preistoric de la Tărcești - "Vatra satului" / ansamblu anonim (Categorie: locuire) (Tip: Locuire)                                                   | sat Tărcești, comuna Șimonești | nr. 10-11, punct Vatra satului | sec. XIII - XVI                                  |            |                                               | Încărcați imagine | Raportați eroare |
| 86115.06.01                            | Situl medieval de la Tărcești - "Vatra satului" / ansamblu anonim (Categorie: locuire) (Tip: sit)                                                         | sat Tărcești, comuna Șimonești | nr. 63, punct Vatra satului    | sec. XIII, XIV - XV, XVI - XVII,                 | 1985       |                                               | Încărcați imagine | Raportați eroare |
| 86115.07.01                            | Conacul Pálffi de la Tărcești / ansamblu anonim (Categorie: construcție) (Tip: Conac)                                                                     | sat Tărcești, comuna Șimonești |                                |                                                  |            | 46°22′34″N 25°07′52″E / 46.37601°N 25.13106°E | Încărcați imagine | Raportați eroare |
| 86115.08.01                            | Așezarea medievală de la Tărcești - "Vatra satului" / ansamblu anonim (Categorie: locuire civilă) (Tip: Așezare)                                          | sat Tărcești, comuna Șimonești | Vatra satului                  | sec. XV - XVI, XVI -XVII                         |            | 46°23′15″N 25°07′50″E / 46.38743°N 25.13057°E | Încărcați imagine | Raportați eroare |
| 86115.10.01                            | Biserica medievală de la Tărcești / ansamblu anonim (Categorie: structură de cult/religioasă) (Tip: Biserică de piatră)                                   | sat Tărcești, comuna Șimonești | Biserica unitariană            | sec. XIV - XIX                                   |            | 46°22′32″N 25°07′50″E / 46.3755°N 25.13053°E  | Încărcați imagine | Raportați eroare |
| 84139.11 (Cod LMI: HR-II-m-B-12987)    | Ruinele turnului bisericii medievale de la Tomești / ansamblu anonim (Categorie: structură de cult/religioasă)                                            | sat Tomești, comuna Tomești    | str. Ambrus                    |                                                  |            |                                               | Încărcați imagine | Raportați eroare |
| 86142.02 (Cod LMI: HR-II-m-B-12995)    | Cuptorul de var al lui Apostol Sabin de la Tulgheș / ansamblu anonim (Categorie: construcție)                                                             | sat Tulgheș, comuna Tulgheș    | 835 - A                        |                                                  |            |                                               | Încărcați imagine | Raportați eroare |
| 83295.02                               | Biserica Reformată din Teleac (Categorie: construcție de cult) (Tip: biserică)                                                                            | sat Teleac, comuna Feliceni    | Biserica Reformată             |                                                  |            |                                               | Încărcați imagine | Raportați eroare |
| 86197.08.01                            | Locuirea neolitică de la Tușnad-Băi / ansamblu anonim (Categorie: locuire) (Tip: Locuire)                                                                 | sat Tușnad, comuna Tușnad      | Băi                            |                                                  |            |                                               | Încărcați imagine | Raportați eroare |
| 86197.10                               | Toporul neolitic de la Tușnad-Cariera de Piatră Ponce (Categorie: descoperire izolată) (Tip: obiect izolat)                                               | sat Tușnad, comuna Tușnad      |                                |                                                  |            |                                               | Încărcați imagine | Raportați eroare |